# Marle
Pour les articles homonymes, voir Marle (homonymie).
Marle, appelée localement Marle-sur-Serre, est une commune de France située dans le département de l'Aisne, en région Hauts-de-France.

## Géographie

### Localisation
Marle, petite ville du grand Laonnois à 25 km au nord-est du centre de Laon, porte de la Thiérache.
Elle est la ville-centre de son unité urbaine et de son bassin de vie, et se trouve dans la zone d'emploi de Laon.

### Communes limitrophes
Les communes limitrophes sont Autremencourt, Berlancourt, Châtillon-lès-Sons, Marcy-sous-Marle, Montigny-sous-Marle, La Neuville-Housset, Thiernu et Voyenne.

### Géologie et relief
La superficie de la commune est de 13,79 km2 ; son altitude varie de 75  à   140 mètres.
Marle est établie sur un haut plateau surplombant la vallée traversée par deux rivières : la Serre et le Vilpion. Le sol du Marlois est composé par de la craie blanche (marne) sur lequel s'étend une couche de limon jaune (diluvium) formant un sol arable de première qualité.[réf. nécessaire]

### Hydrographie

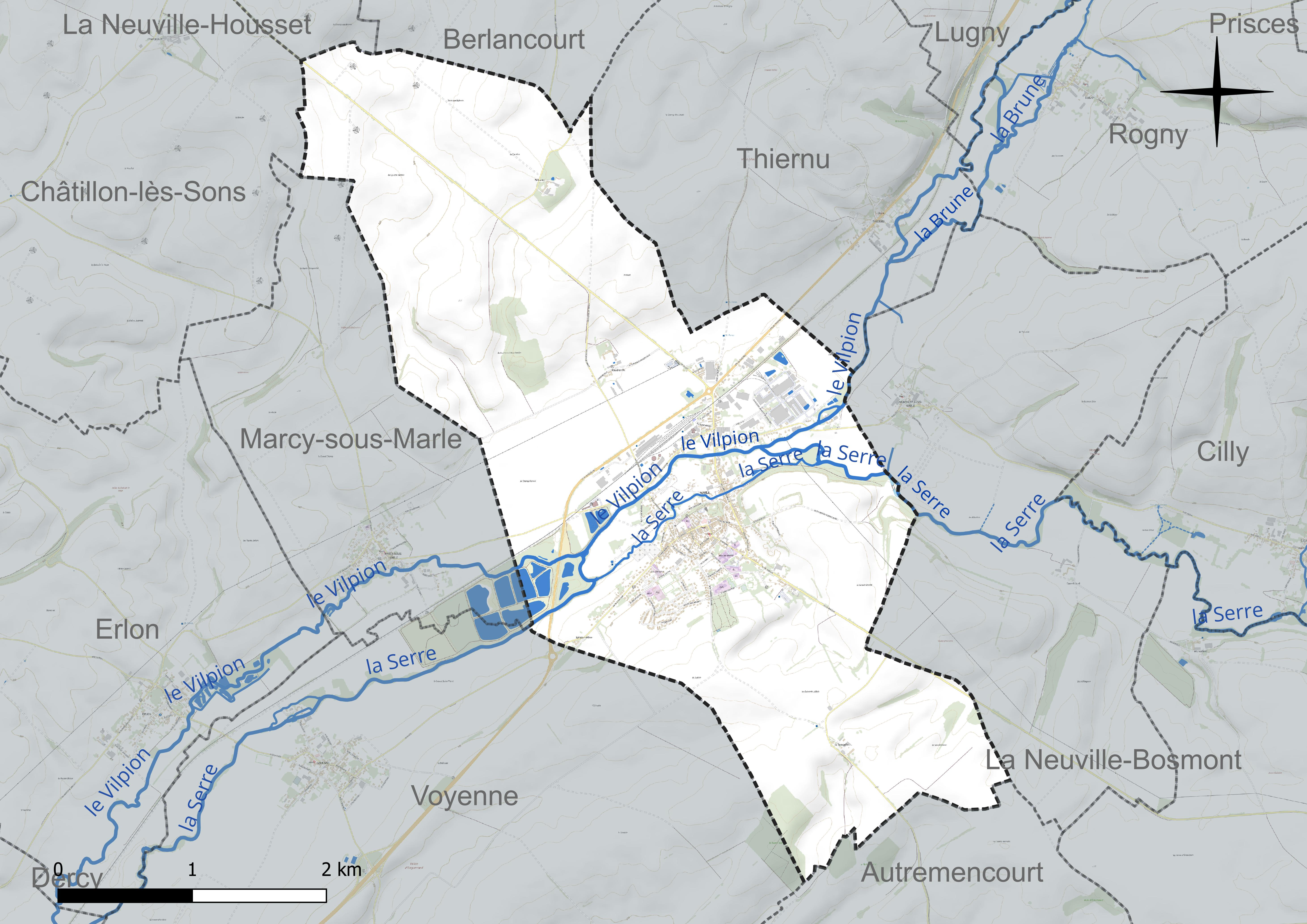
Réseau hydrographique de Marle.

La commune est située dans le bassin Seine-Normandie.
Elle est drainée par la Serre, le Vilpion, divers bras de la Serre divers bras du Vilpion et un autre petit cours d'eau,.
La Serre, d'une longueur de 96 km, prend sa source dans la commune de La Férée, à 265 m d'altitude, et se jette  dans l'Oise (rive gauche) à Danizy, à 52 m d'altitude, après avoir traversé 39 communes.
Le Vilpion, d'une longueur de 43 km, prend sa source dans la commune de Plomion et se jette  dans la Serre à Dercy, après avoir traversé 17 communes. Les caractéristiques hydrologiques du Vilpion sont données par la station hydrologique située sur la commune de Thiernu. Le débit moyen mensuel est de 1,6 m3/s. Le débit moyen journalier maximum est de 14,5 m3/s, atteint lors de la crue du 4 janvier 2024. Le débit instantané maximal est quant à lui de 16,5 m3/s, atteint le même jour.

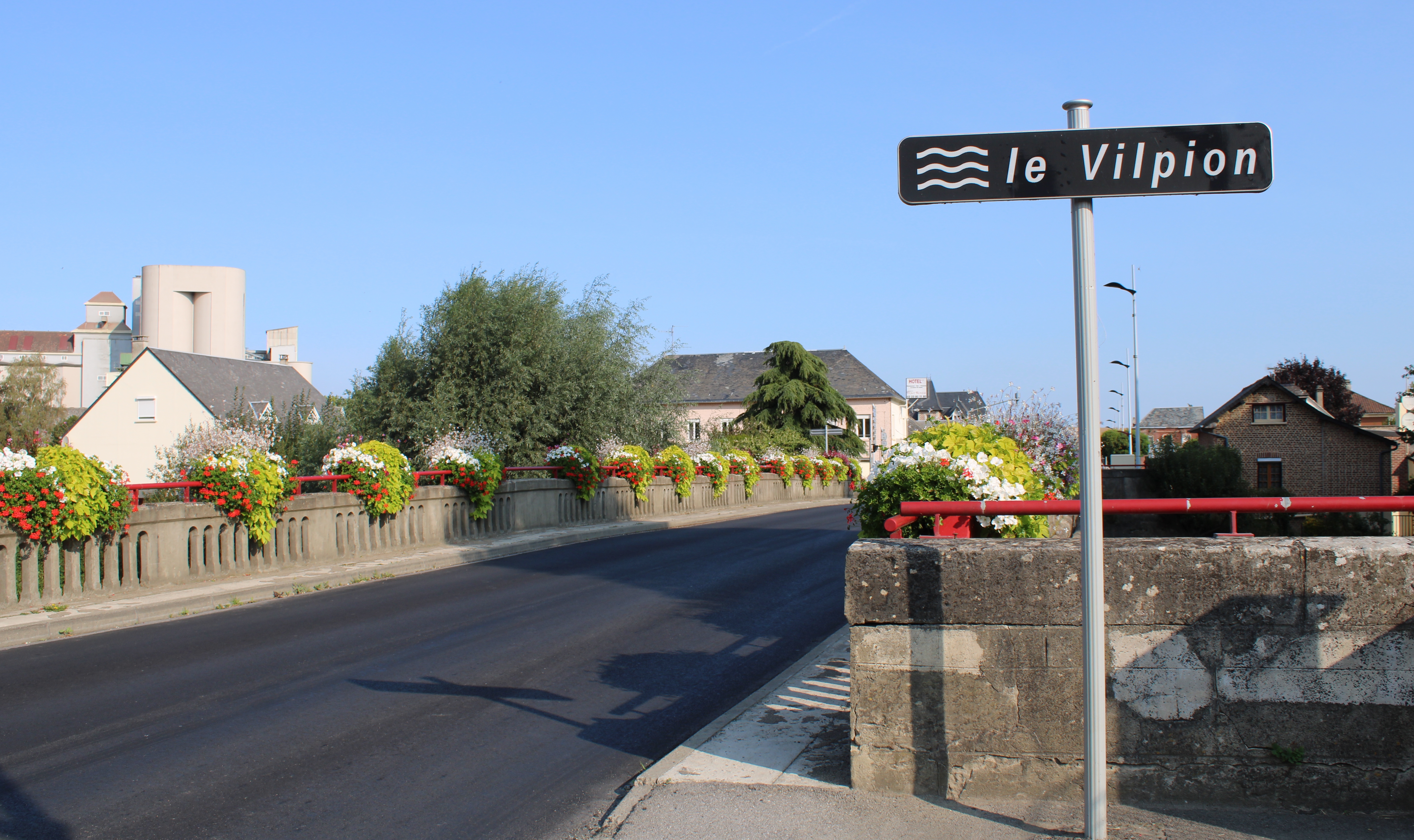
Le pont sur le Vilpion.

### Climat
Pour des articles plus généraux, voir Climat des Hauts-de-France et Climat de l'Aisne.
En 2010, le climat de la commune est de type climat océanique dégradé des plaines du Centre et du Nord, selon une étude du CNRS s'appuyant sur une série de données couvrant la période 1971-2000. En 2020, Météo-France publie une typologie des climats de la France métropolitaine dans laquelle la commune est exposée à un climat océanique altéré et est dans la région climatique Nord-est du bassin Parisien, caractérisée par un ensoleillement médiocre, une pluviométrie moyenne régulièrement répartie au cours de l'année et un hiver froid (3 °C).
Pour la période 1971-2000, la température annuelle moyenne est de 10,2 °C, avec une amplitude thermique annuelle de 14,8 °C. Le cumul annuel moyen de précipitations est de 764 mm, avec 12,1 jours de précipitations en janvier et 9,3 jours en juillet. Pour la période 1991-2020, la température moyenne annuelle observée sur la station météorologique la plus proche, située sur la commune de Gizy à 15 km à vol d'oiseau, est de 11,0 °C et le cumul annuel moyen de précipitations est de 724,1 mm,. Pour l'avenir, les paramètres climatiques de la commune estimés pour 2050 selon différents scénarios d'émission de gaz à effet de serre sont consultables sur un site dédié publié par Météo-France en novembre 2022.

## Urbanisme

### Typologie
Au 1er janvier 2024, Marle est catégorisée bourg rural, selon la nouvelle grille communale de densité à 7 niveaux définie par l'Insee en 2022.
Elle appartient à l'unité urbaine de Marle, une unité urbaine monocommunale constituant une ville isolée,. La commune est en outre hors attraction des villes,.

### Occupation des sols

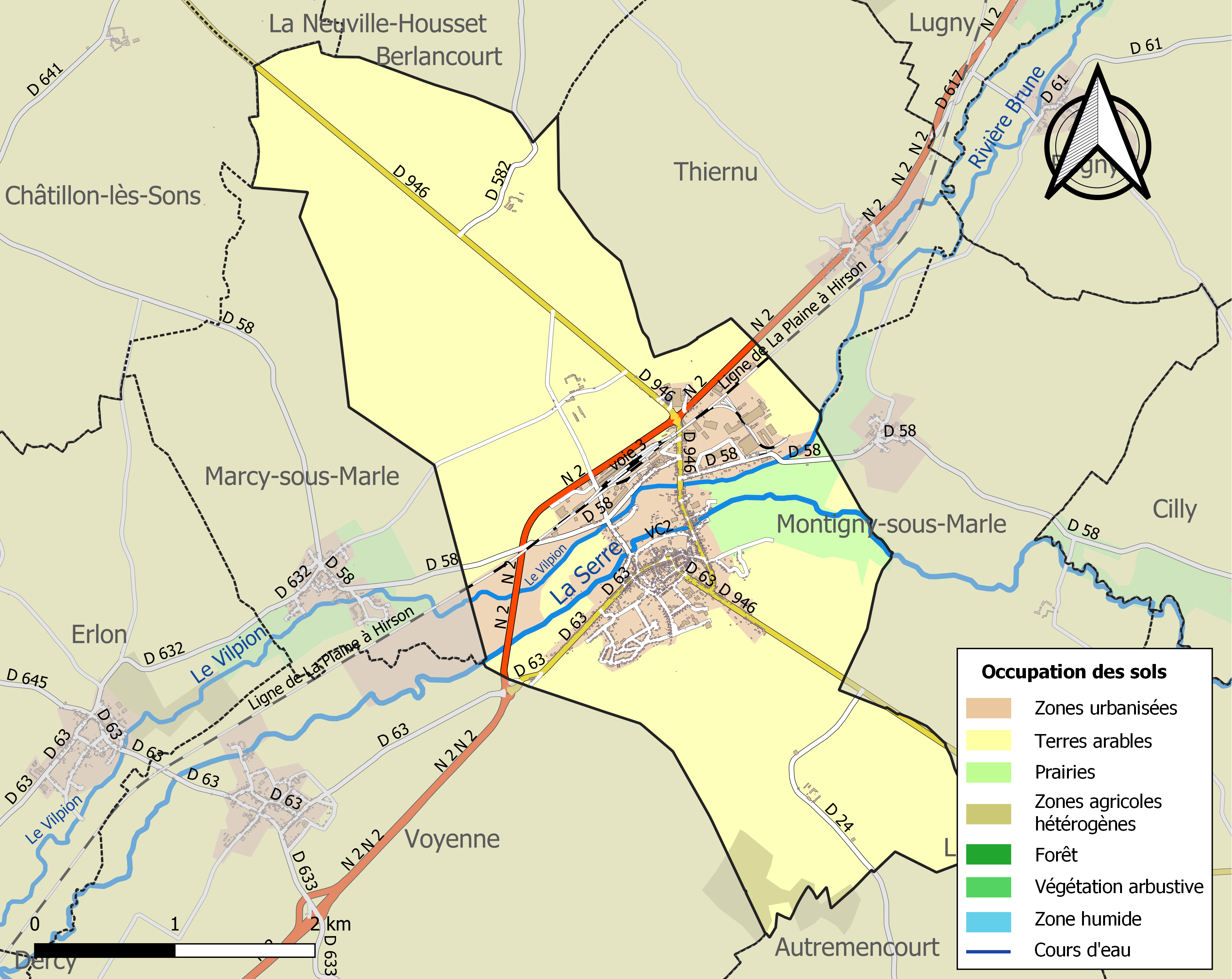
Carte de l'occupation des sols de la commune en 2018 (CLC).

L'occupation des sols de la commune, telle qu'elle ressort de la base de données européenne d'occupation biophysique des sols Corine Land Cover (CLC), est marquée par l'importance des territoires agricoles (83,2 % en 2018), en diminution par rapport à 1990 (85,2 %).
La répartition détaillée en 2018 est la suivante : terres arables (77,3 %), zones urbanisées (9 %), zones industrielles ou commerciales et réseaux de communication (7,8 %), prairies (4,8 %), zones agricoles hétérogènes (1,2 %).
L'évolution de l'occupation des sols de la commune et de ses infrastructures peut être observée sur les différentes représentations cartographiques du territoire : la carte de Cassini (XVIIIe siècle), la carte d'état-major (1820-1866) et les cartes ou photos aériennes de l'IGN pour la période actuelle (1950 à aujourd'hui).

### Morphologie urbaine
Marle est composée de trois quartiers, la Haute Ville, le Grand Faubourg (la Neuville sous Marle) et le faubourg de Laon.

### Lieux-dits, hameaux et écarts
Plusieurs hameaux et fermes sont rattachés à Marle : Haudreville, ancien prieuré et domaine agricole important de l'abbaye de Fesmy, Behaine connue déjà en 1137, la Tombelle, maison seigneuriale importante.

### Habitat et logement
En 2021, le nombre total de logements dans la commune était de 1 171, alors qu'il était de 1 152 en 2016 et de 1 097 en 2011.
Parmi ces logements, 82,1 % étaient des résidences principales, 1,9 % des résidences secondaires et 16,1 % des logements vacants. Ces logements étaient pour 75,5 % d'entre eux des maisons individuelles et pour 24 % des appartements.
Le tableau ci-dessous présente la typologie des logements à Marle en 2021 en comparaison avec celle de l'Aisne et de la France entière. Une caractéristique marquante du parc de logements est ainsi la faible proportion des résidences secondaires et logements occasionnels (1,9 %) par rapport au département (3,4 %) et à la France entière (9,7 %).
| Typologie                                               | Marle | Aisne | France entière |
| ------------------------------------------------------- | ----- | ----- | -------------- |
| Résidences principales (en %)                           | 82,1  | 86,7  | 82,2           |
| Résidences secondaires et logements occasionnels (en %) | 1,9   | 3,4   | 9,7            |
| Logements vacants (en %)                                | 16,1  | 9,9   | 8,1            |

### Voies de communication et transports

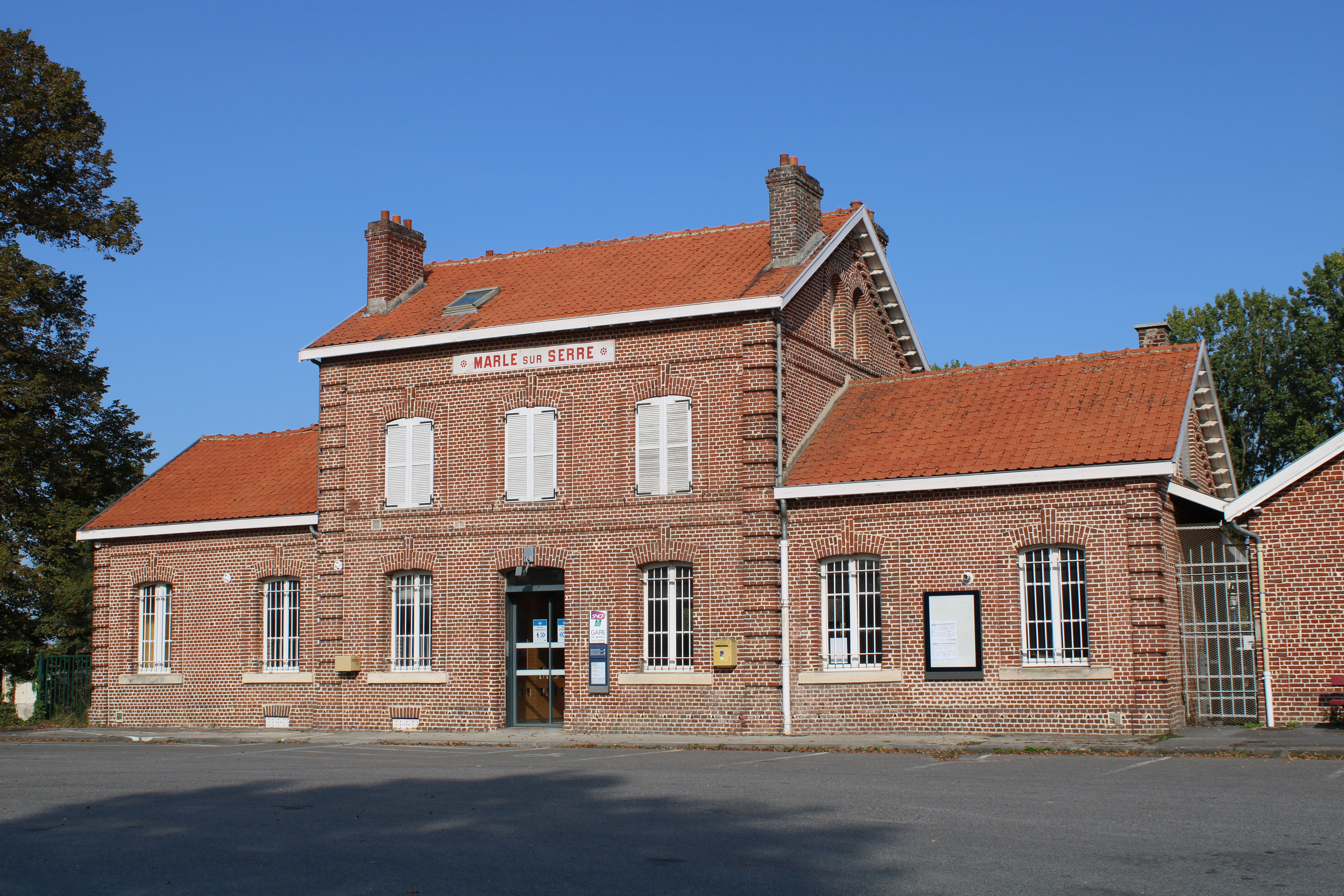
La gare.

Le bourg est desservi par la route nationale 2 qui lui donne un accès aisé à Laon et Vervins. Il se trouve au croisement avec l'ancienne route nationale 46 (actuelle RD 946) vers Rethel et Guise.
La gare de Marle-sur-Serre située sur la  Ligne de La Plaine à Hirson et Anor (frontière) est desservie par des trains TER Hauts-de-France, qui effectuent des missions entre les gares de Laon et d'Hirson, ou d'Aulnoye-Aymeries.

## Toponymie
Le nom du bourg apparaît pour la première fois en 1112 sous l'appellation latine de Castellum Marna ce qui montre qu'un château existait déjà au XIIe siècle. L'orthographe évoluera encore Marla dans un cartulaire de l'abbaye de Bucilly, puis Malla, Marle-en-Thiérache, Beata-Maria-de-Marla en 1340, Marle-en-Picardie en 1610, puis l'appellation actuelle Marle vers 1750 sur la carte de Cassini.

Marle doit représenter un *margila, dérivé du nom celtique marga qui se trouve dans Pline " quod genus terræ Galli et Brittani vocant margam ". Ce terme celtique signifie 'marne, glaise'.
Au nord-est, Haudreville  était une ferme dont le nom apparaît pour la première fois en 1154 sous le nom de Alte-Sancti-Martini-de-Hudivilla. L'appellation variera ensuite de nombreuses fois. Le prieuré et la ferme Saint-Nicolas de Haudreville furent construits en 1111 par l'abbaye de Fesmy et dépendaient de la communauté de Behaine. C'est un hameau de nos jours.
Tout au nord du terroir de la commune, Behaine qui était autrefois une paroisse avec une église, est mentionnée en 1137 sous l'appellation de Alodium Bethaniœ puis Paroisse Saint-Hubert-de-Behagne en 1643.

## Histoire

### Moyen Âge
Le bourg a été pillé et incendié par les Anglais en 1339 et en 1525, assiégé entre-temps par Charles VII en 1441. La ville a été saccagée par les Espagnols en 1650.
Marle, autrefois nommé Malain ou Male avec une forte accentuation de la première et longue syllabe ma, était autrefois une bonne ville c'est-à-dire une ville fortifiée ceinte de remparts, défendant le pays.
Il ne faut pas oublier, comme le montrent ses armoiries récentes, que Marle est le nom d'une ancienne seigneurie érigée en comté en 1413 pour Robert de Bar, qui appartint successivement aux Maisons de Coucy, Bar, Luxembourg-Saint-Pol, Bourbon-Vendôme et Mazarin. La haute ville en était le centre politique et religieux de la région. La Serre dont le comté contrôlait les pontenages et les gués était ainsi nommée la rivière de Marle.

### Temps modernes

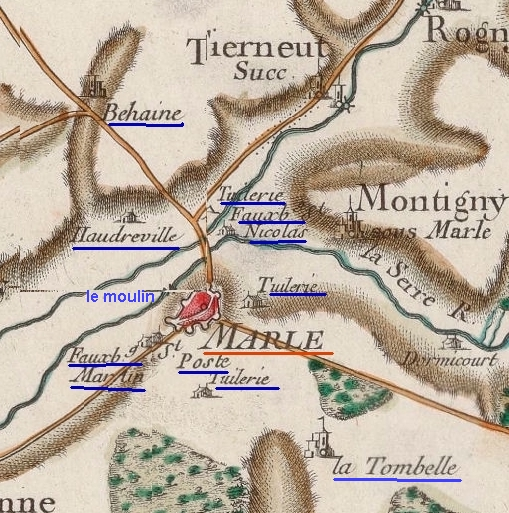
Carte de Cassini du secteur vers 1750).

La carte de Cassini montre qu'au XVIIIe siècle, Marle est une ville fortifiée située sur la rive gauche la Serre.

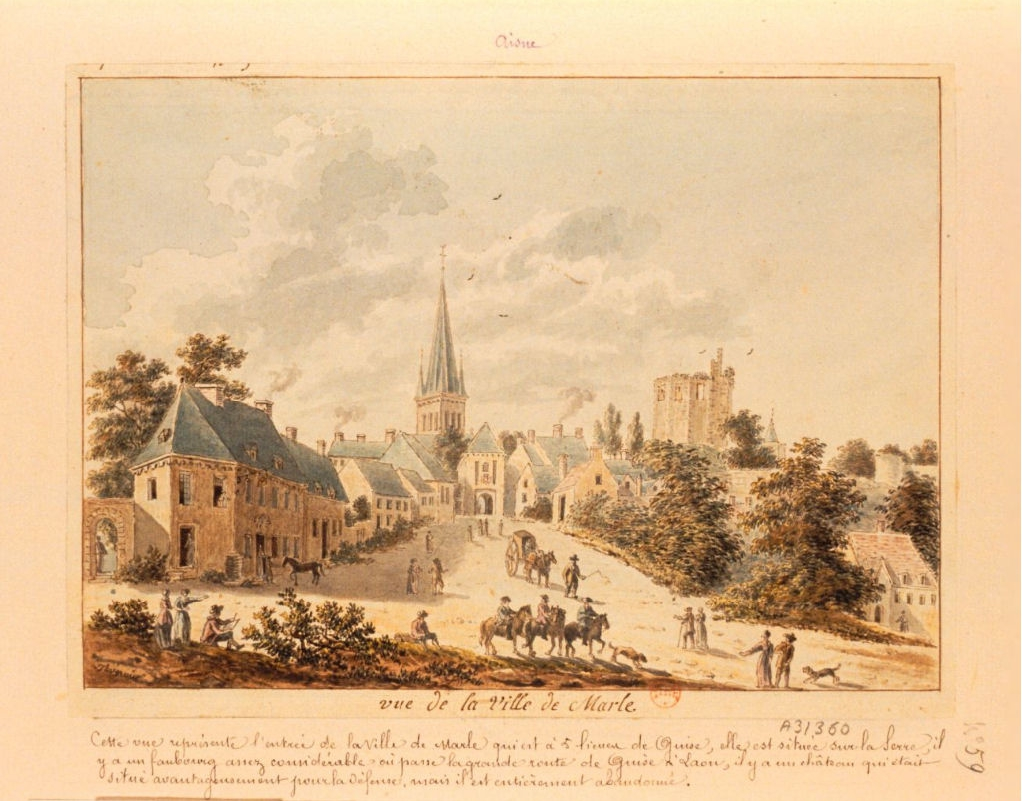
Gravure de la ville au XVIIIe siècle.
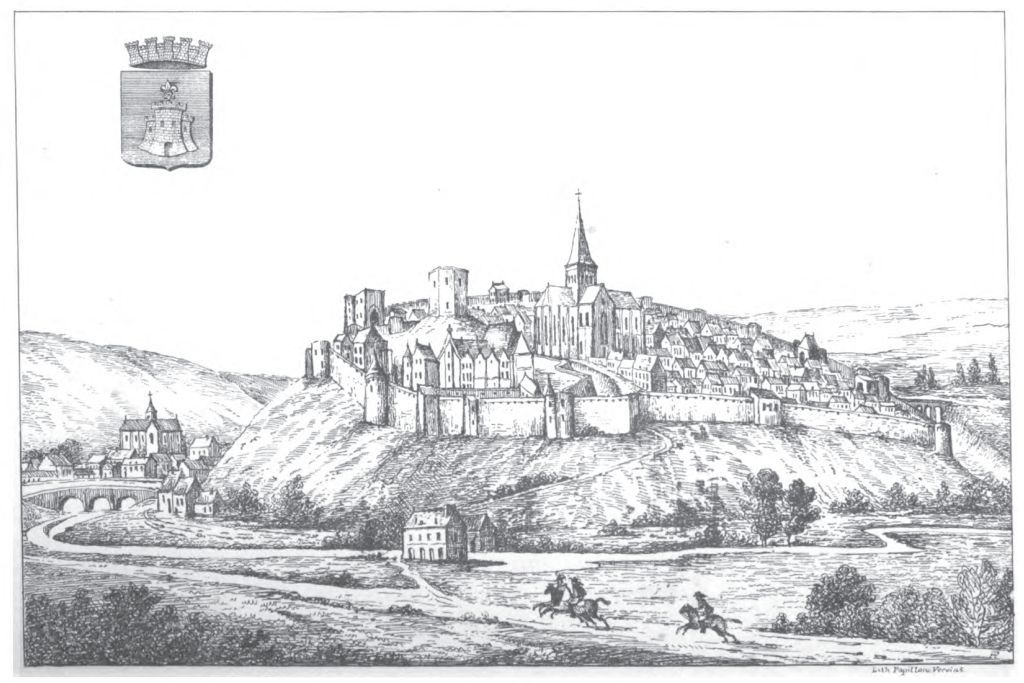
Marle en 1648.

Le Fauxbourg Saint Martin au sud-ouest et le Fauxbourg Saint Nicolas  au nord-est rappellent que la paroisse possédait deux églises sous ces vocables.
Les trois Tuilerie représentaient des fermes. La mention Poste indique que Marle possédait un relais de poste aux chevaux.
Le moulin sur la Serre, dont les vestiges sont encore présents près du musée, est représenté.
Au sud, la Tombelle était un hameau avec un château qui s'est appelé Toumella, Tonnella, Tommelia, en 1256 dans un cartulaire de l'abbaye de Foigny, etc.. C'est une ferme aujourd'hui.
Marle a été rattachée au domaine royal français en 1607[réf. nécessaire].
La localité faisait partie de la généralité de Soissons[réf. nécessaire]

### Révolution française et Empire
La commune de Marle, instituée par la Révolution française, absorbe dès la période 1790-1794 celle de Behaine.

### Époque contemporaine
Dépassant  1 800 habitants dans les années 1860, la ville accueille alors des tanneries et des fabriques de toile et de sucre actives. Ses foires et marchés étaient renommés pour le commerce de laine et de grains.
Le chemin de fer atteint Marle en 1869, avec la mise en service de la gare de Marle-sur-Serre sur la  ligne de La Plaine à Hirson et Anor (frontière), facilitant le déplacement des personnes et le transpotrt fdes marchandises. La gare est également desservie de 1907 à 1959 par la ligne de Marle à Montcornet, une ligne de chemin de fer secondaire à voie normale du réseau financé par le département de l'Aisne.

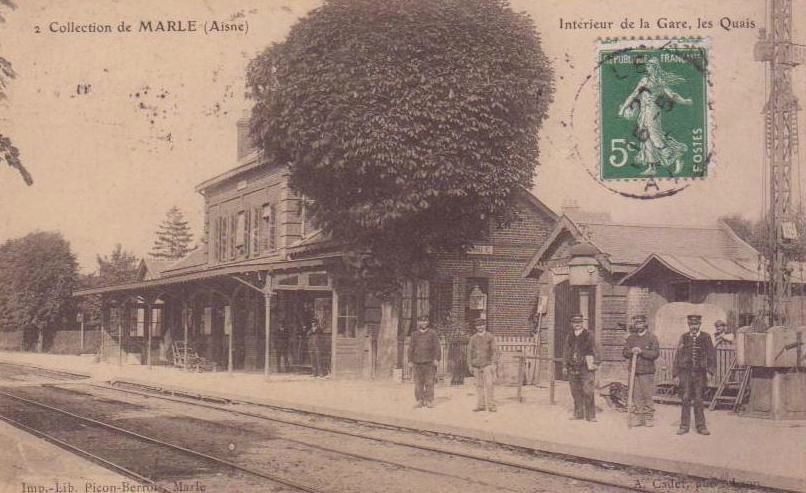
La gare en 1909
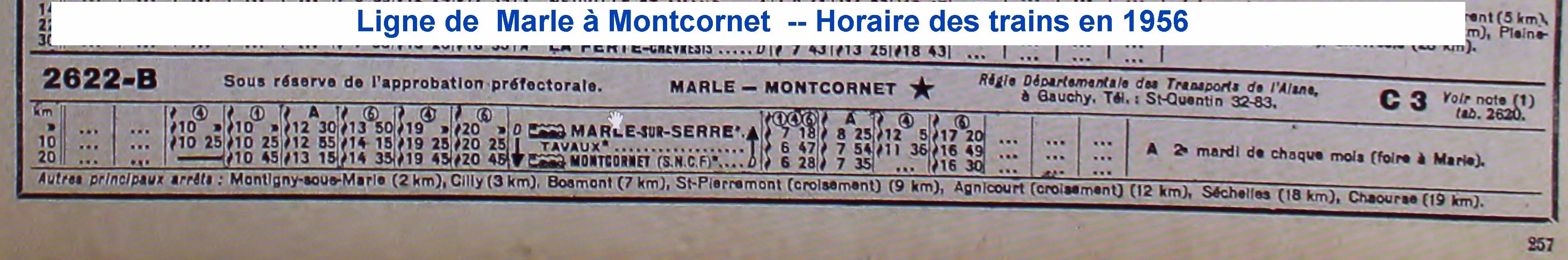
Horaires de la ligne de Montcornet en 1956

Durant la Première Guerre mondiale, la partie du bourg proche de la gare situt d'importantes destructions et la commune a  été décorée de la Croix de guerre 1914-1918, le 4 juillet 1921.

## Politique et administration

### Rattachements administratifs et électoraux

#### Rattachements administratifs
La commune se trouve dans l'arrondissement de Laon du département de l'Aisne.
Elle était depuis 1793 le chef-lieu du canton de Marle. Dans le cadre du redécoupage cantonal de 2014 en France, cette circonscription administrative territoriale a disparu, et le canton n'est plus qu'une circonscription électorale.

#### Rattachements électoraux
Pour les élections départementales, la commune est  depuis 2014 le bureau centralisateur d'un nouveau canton de Marle porté de 23 à 65 communes.
Pour l'élection des députés, elle fait partie de la troisième circonscription de l'Aisne depuis le dernier découpage électoral de 2010.

### Intercommunalité
Marle est la commune la plus peuplée de la communauté de communes du Pays de la Serre, un établissement public de coopération intercommunale (EPCI) à fiscalité propre créé en 1992 et auquel la commune a transféré un certain nombre de ses compétences, dans les conditions déterminées par le code général des collectivités territoriales.

### Liste des maires
| Période       | Période                  | Identité           | Étiquette | Qualité                           |
| ------------- | ------------------------ | ------------------ | --------- | --------------------------------- |
| 1945          | 1947                     | Gaétan Sarrazin    | PCF       |                                   |
| 1947          | 1953                     | Cyrille Liébert    | DVG       |                                   |
| 1953          | 1965                     | Paul Rousselle     | DVG       |                                   |
| 1965          | 1977                     | Paul Brucelle      | DVD       |                                   |
| 1977          | 1983                     | Pierre Touron      | PSU       |                                   |
| 1983          | 2001                     | Yves Daudigny      | PS        | professeur (retraité), sénateur   |
| 2001          | mai 2020                 | Jacques Sevrain    | PS        | analyste financier (retraité)     |
| mai 2020,     | février 2021,            | Jean-Luc Pertin    |           | Ouvrier retraité Démissionnaire   |
| février 2021, | En cours (au 6 mai 2025) | Dominique Godbille |           | Ancienne profession intermédiaire |

### Jumelages
- Eyemouth (Écosse) ;
- Veliko Trgovisce (Croatie) depuis 2010.

## Équipements et services publics
- La piscine municipale Sébastien Cauet

La piscine municipale est construite en 1964. À la suite de nombreux problèmes de fuites, les deux bassins sont restaurés à partir de 2022. La piscine est alors baptisée Sébastien Cauet, du nom de l'animateur vedette originaire de la commune.
- Le centre de loisirs Jean-Mermoz appelé communément salle polyvalente

Construction décidée en 1969, rue René-Toffin, l'ensemble Jean-Mermoz est composée au rez-de-chaussée d'un bâtiment abritant la caserne de sapeurs pompiers, de la salle du club de judo, d'une salle de réunion appelée Pierre-Brasseur et de plusieurs pièces réservées au service de la protection maternelle et infantile. À l'étage, se trouve la grande salle des fêtes de la commune appelée salle Simone-Signoret et ses dépendances (cuisine, vestiaires...) ainsi qu'une petite salle de réunion dénommée salle Louis-Jouvet. Elle fut inaugurée le 8 février 1975 par Paul Brucelle, maire de Marle et son conseil municipal en présence du député de la circonscription Robert Aumont et du conseiller général du canton de Marle, Henry Loncq. (voir photographie de l'inauguration)
- La caserne de gendarmerie Jean-Claude Van Damme.

## Population et société

### Démographie
L'évolution du nombre d'habitants est connue à travers les recensements de la population effectués dans la commune depuis 1793. Pour les communes de moins de 10 000 habitants, une enquête de recensement portant sur toute la population est réalisée tous les cinq ans, les populations de référence des années intermédiaires étant quant à elles estimées par interpolation ou extrapolation. Pour la commune, le premier recensement exhaustif entrant dans le cadre du nouveau dispositif a été réalisé en 2005.

En 2022, la commune comptait 2 224 habitants, en évolution de −2,5 % par rapport à 2016 (Aisne : −1,97 %, France hors Mayotte : +2,11 %).
| 1793  | 1800  | 1806  | 1821  | 1831  | 1836  | 1841  | 1846  | 1851  |
| ----- | ----- | ----- | ----- | ----- | ----- | ----- | ----- | ----- |
| 1 212 | 1 328 | 1 455 | 1 444 | 1 433 | 1 686 | 1 843 | 2 051 | 1 977 |

| 1856  | 1861  | 1866  | 1872  | 1876  | 1881  | 1886  | 1891  | 1896  |
| ----- | ----- | ----- | ----- | ----- | ----- | ----- | ----- | ----- |
| 1 945 | 1 900 | 1 956 | 2 078 | 2 357 | 2 404 | 2 482 | 2 509 | 2 506 |

| 1901  | 1906  | 1911  | 1921  | 1926  | 1931  | 1936  | 1946  | 1954  |
| ----- | ----- | ----- | ----- | ----- | ----- | ----- | ----- | ----- |
| 2 513 | 2 584 | 2 672 | 2 467 | 2 511 | 2 397 | 2 346 | 2 508 | 2 729 |

| 1962  | 1968  | 1975  | 1982  | 1990  | 1999  | 2005  | 2006  | 2010  |
| ----- | ----- | ----- | ----- | ----- | ----- | ----- | ----- | ----- |
| 2 912 | 2 848 | 2 926 | 2 727 | 2 669 | 2 529 | 2 468 | 2 432 | 2 351 |

| 2015  | 2020  | 2022  | - | - | - | - | - | - |
| ----- | ----- | ----- | - | - | - | - | - | - |
| 2 281 | 2 219 | 2 224 | - | - | - | - | - | - |

### Sports et loisirs
Marle unit ses associations sportives sous le nom de « Marle Sports » et sous une unique couleur, l'orange. Marle Sports inclut par exemple : « Marle Basket » et « Marle Football ».

## Culture locale et patrimoine

### Lieux et monuments
La commune compte plusieutrs édifices référencés monument historique ; 
- L'église Notre-Dame de Marle, église gothique,  Classée MH (1846)[41].
- L'ancien relais de poste, 26, 28 rue du Faubourg-Saint-Nicolas  Inscrit MH (1933, façade uniquement)[42].
- La maison des Frères Ignorantins  Inscrite MH (2009, les deux pièces ornées des peintures d'Oscar Glas)[43]. Deux de ses pièces ont été décorées par Oscar Glas, citoyen  belge qui était prisonnier des Allemands pendant la Première Guerre mondiale.

On peut également signaler : 
- La maison de ville

Ancienne mairie située près de l'église jusqu'en 1921, elle est déplacée sur la place de la motte pour dégager l'église et créer la place du monument aux morts de la guerre 1914-1918. 
Bâti en 1628, l'immeuble avait un certain caractère architectural, on y admirait un beau fronton de style Louis XIII. Jean Pierre Faucheux donna cette maison à la ville. Une inscription rappelait ce don « monsieur Jean Pierre Faucheux, échevin, demeurant au grenier à sel a fait construire le dit hôtel de ville en 1739 ». Il faut prendre ici le terme de construire dans le sens d'agrandir ou de réparer puisque l'immeuble existait depuis longtemps. Cette belle maison fut démolie, seule une partie de sa façade fut replacée, place de la motte, sur le bâtiment des pompes du corps de sapeurs pompiers.
- L'hôtel de ville

Ancienne salle de justice de paix fut construite en 1851. Le maire de l'époque, M. Desains fit prendre le 6 septembre 1850 par le conseil municipal une délibération pour la construction d'un prétoire pour la justice de paix à édifier sur l'emplacement du grenier à sel, par suite du déplacement de la maison de ville après la 1re guerre mondiale. La partie basse de cet immeuble fut utilisée par la suite pour la mairie actuelle (salle des mariages et du conseil plus des bureaux attenants). La partie haute servit longtemps de salle des fêtes. Cet endroit s'appelait auparavant place du Grenier-à-sel, place du Marché-aux-chevaux ensuite et enfin place François-Mitterrand. On peut également supposer que l'ancienne halle médiévale brûlée par les Espagnols au XVIIe siècle se trouvait à cet endroit. Lors des derniers travaux de rénovation de la place, un puits imposant fut découvert.
- L'Hospice ou hôtel-dieu

Au Moyen Âge, les lépreux étaient isolés à la « maladrye » ou « maladrerie » à l'extrémité du faubourg Saint-Martin (après le nouveau cimetière paysager). Cet établissement fut fondé vers 1250 par Enguerrand IV de Coucy. Par lettres patentes de Louis XIV en février 1697, cette léproserie fut jointe à l'hôtel-Dieu tenu par les « filles dévotes de Saint-Benoîte » rue du château en 1702. Le conseil municipal prit le 13 juillet 1846 sur l'initiative de M. Desains, maire et médecin de l'hôtel Dieu, une délibération donnant un avis favorable pour la construction d'urgence d'un nouvel établissement sur l'emplacement de terrains à acquérir en dehors de l'ancienne ville. C'est la maison de retraite actuelle, agrandie et humanisée, plus tard, sous les mandats de Paul Brucelle et Pierre Touron.
- Chapelle Saint-Nicolas de Marle.

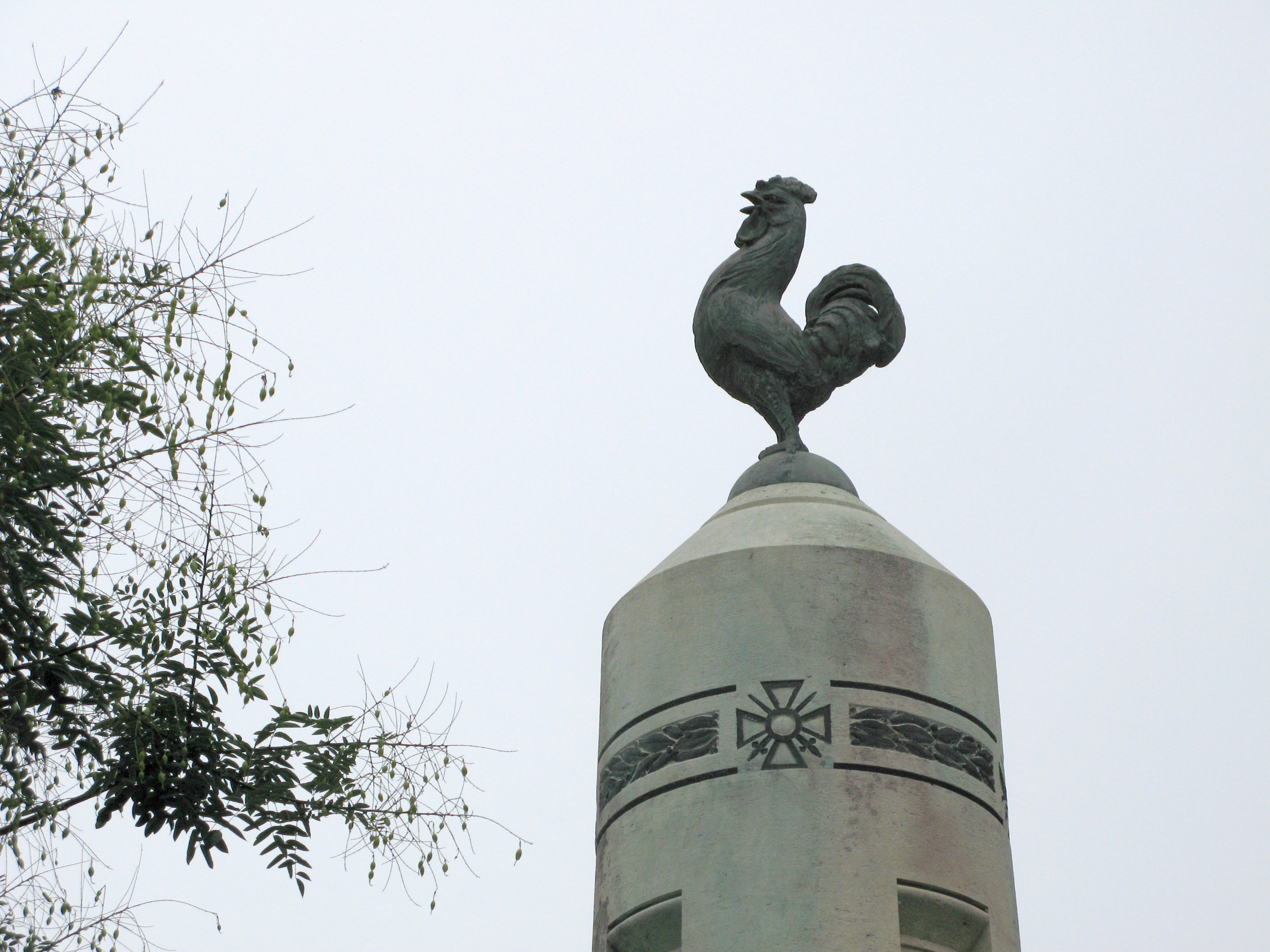
Le monument aux morts se dresse à côté de l'église.

- Le monument aux morts, surmonté d'un coq.

- Le musée des Temps barbares - période mérovingienne - est situé dans une zone de moulins datant du Moyen Âge. Il est ouvert les après-midis pendant la période des beaux jours. Il se situe dans un parc archéologique où ont été reconstitués une ferme mérovingienne et un village franc. La ferme ainsi que la nécropole sont reconstituées à partir de fouilles effectuées pendant 25 ans sur le site de Goudelancourt-lès-Pierrepont. La reconstitution du village franc a été réalisée à partir de fouilles menées à Juvincourt-et-Damary. L'équipe du musée applique les principes de l'archéologie expérimentale. Ces travaux de reconstitution ont été réalisés sous le contrôle d'un comité scientifique présidé par Patrick Périn, Conservateur en chef du Musée d'archéologie nationale de Saint-Germain-en-Laye. Le musée organise plusieurs manifestations : Journées Mérovingiennes (reconstitution de différentes activités de paysans à l'époque mérovingienne) et un Festival d'Histoire Vivante en juin qui regroupe des troupes de reconstituteurs de différentes époques.
- Le château de Marle, construit sous Charles le Chauve[réf. nécessaire], cité au XIIe siècle[44] et rebâti en 1216, pour Enguerrand III seigneur de Coucy et de Marle. Celui-ci s'appuya sur le château de Coucy, réputé imprenable. Le château est ruiné en 1338 par les Anglais[44]. Jeanne d'Albret et son fils Henri IV y séjournèrent ; la famille de Bourbon-Vendôme, comtes de Marle, a pu commander alors l'important piédestal carré en pierre sculptée et armoriée à décor Renaissance « école française de la seconde moitié du XVIe siècle » provenant de son parc, qui a figuré dans une vente aux enchères publiques à Reims le 26/03/2023 (reprod. coul. p. 174 du no 12 de La Gazette Drouot - 24/03/2023) ; le château est resté une propriété privée.
- Le moulin de la plaine

Le Moulin de la plaine était initialement une meunerie. Il a été bâti en 1797 par Armand Vinchon, ancien meunier à Cilly. À la fin du XVIIIe siècle, il comportait deux roues, une de chaque côté de la rivière. En 1838, une demande d'autorisation a été déposée pour le transformer en une seule roue. C'est alors qu'un règlement d'eau a été instauré. Il s'est ensuite développé jusqu'en 1914. Placé en faillite vers les années 1920, racheté en 1925 aux enchères publiques, il a été revendu un an après à la SA « les grands moulins de MARLE » et est devenu le plus important moulin de l'Aisne avec une production de plus de 400 000 quintaux. Fin 1946, une turbine Kaplan a été installée grâce aux financements offerts par le plan Marshall (plan américain d'aide économique à l'Europe). En 1966, cet établissement est devenu propriété de la société immobilière des grands moulins de Marle puis a été revendu à plusieurs particuliers dont l'un possédant la turbine vend l'électricité produite à EDF. Il appartient au patrimoine industriel de la commune.
- La maison Victor-Hugo.

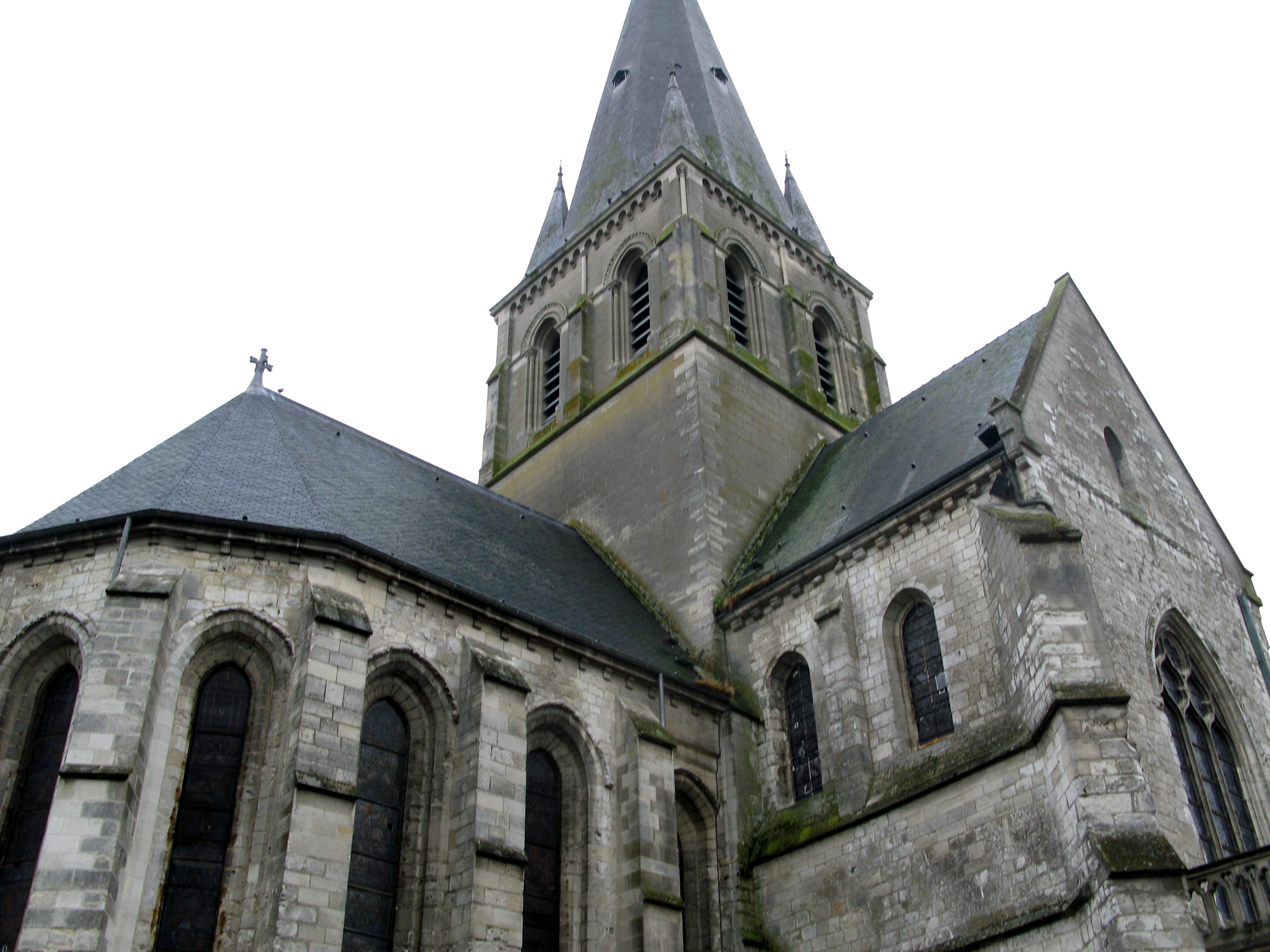
Église Notre-Dame.
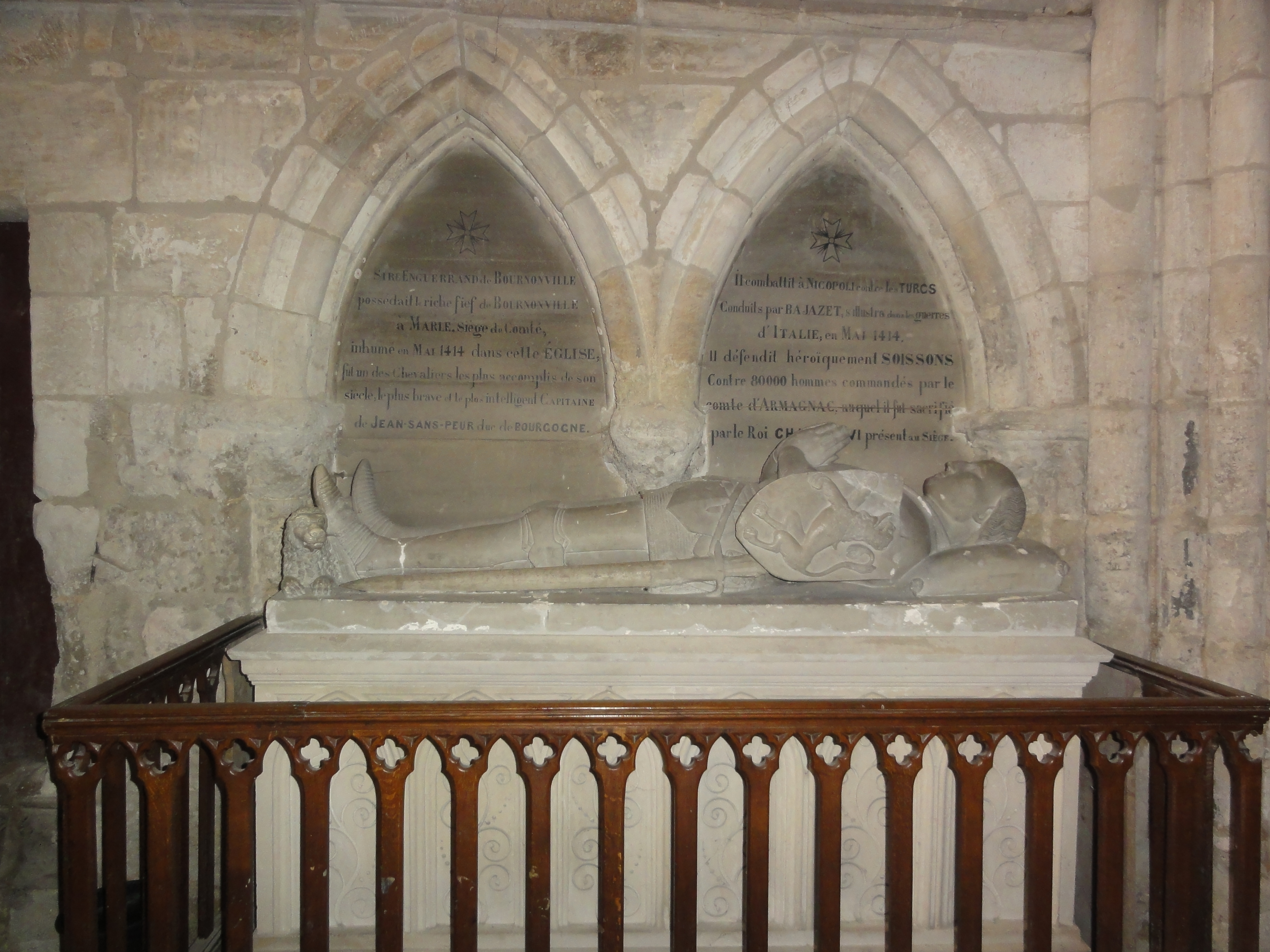
Tombeau faussement attribué à Enguerrand de Bournonville. La tombe originelle était plutôt celle de son fils Antoine de Bournonville.
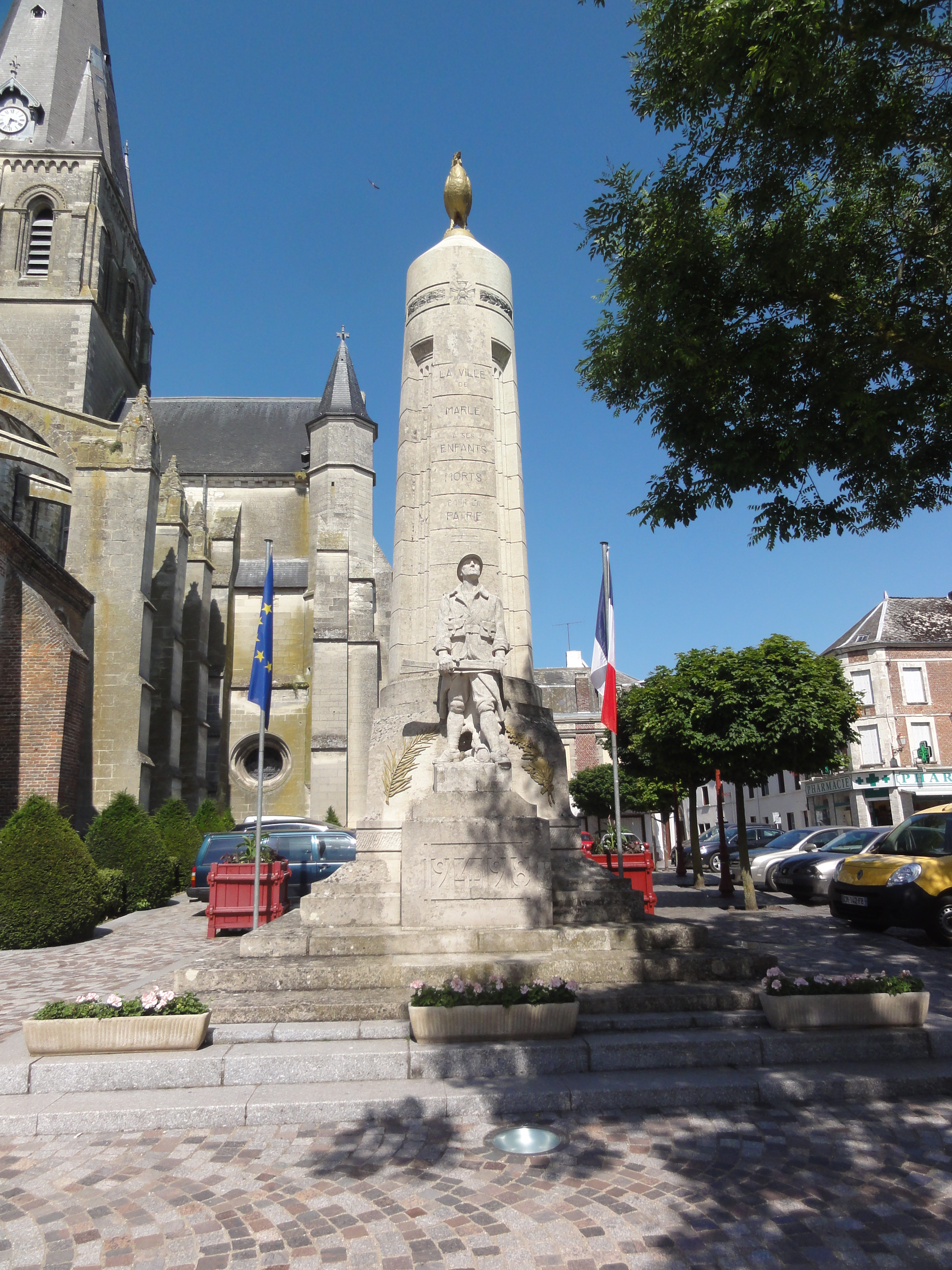
Monument aux morts.
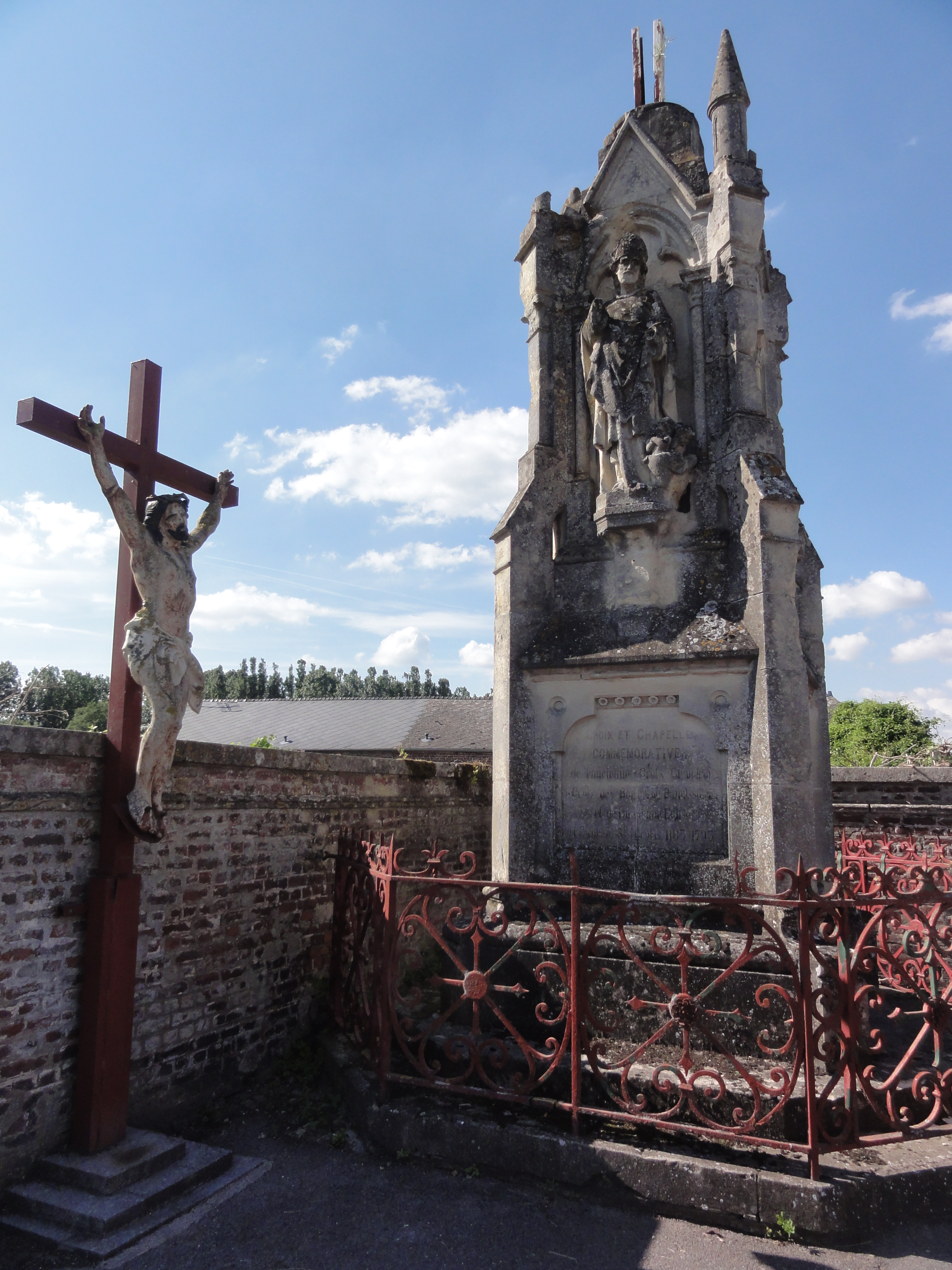
Mémorial ancienne église Saint-Nicolas : croix et oratoire.
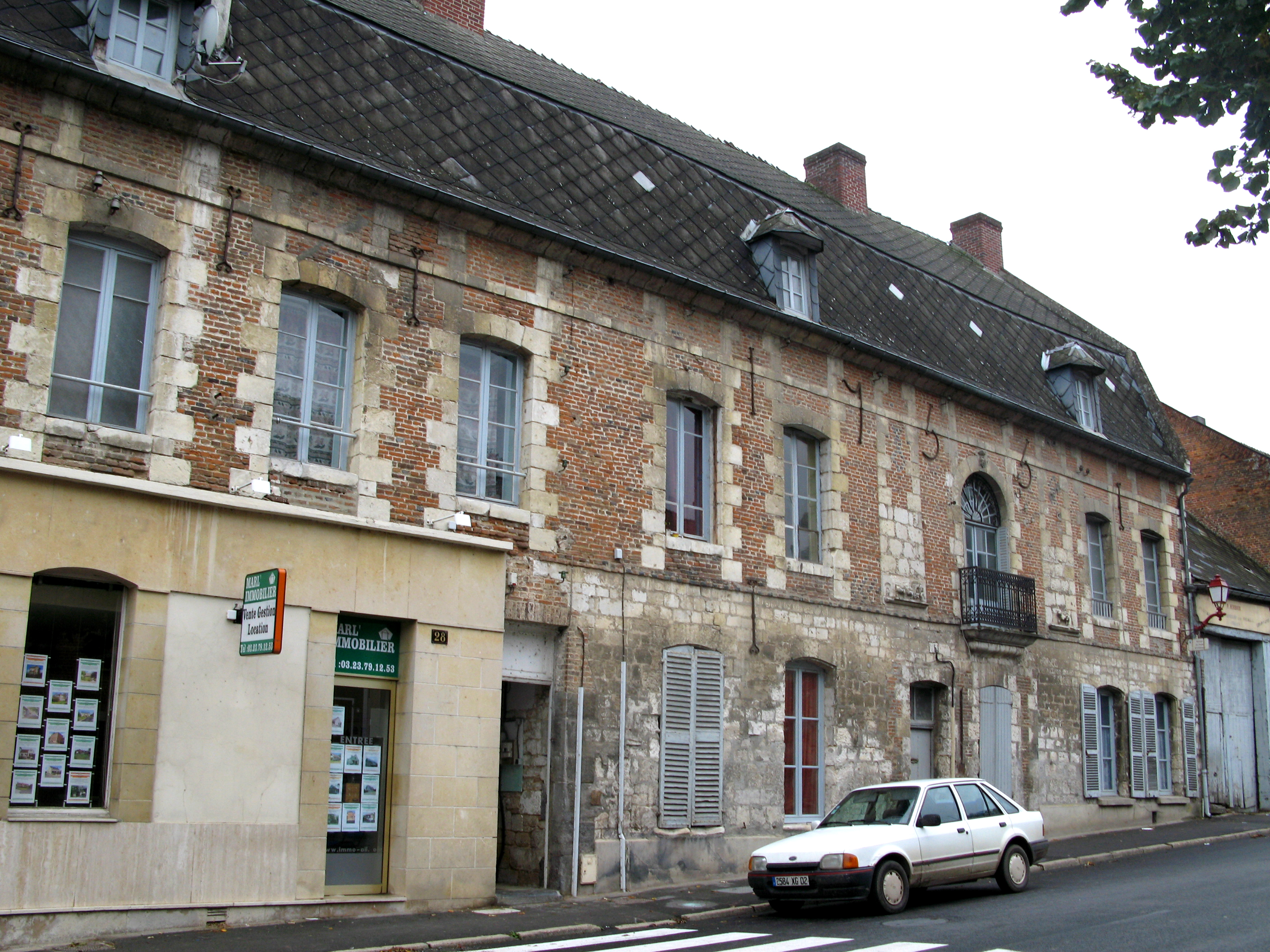
Relais de poste, monument historique.
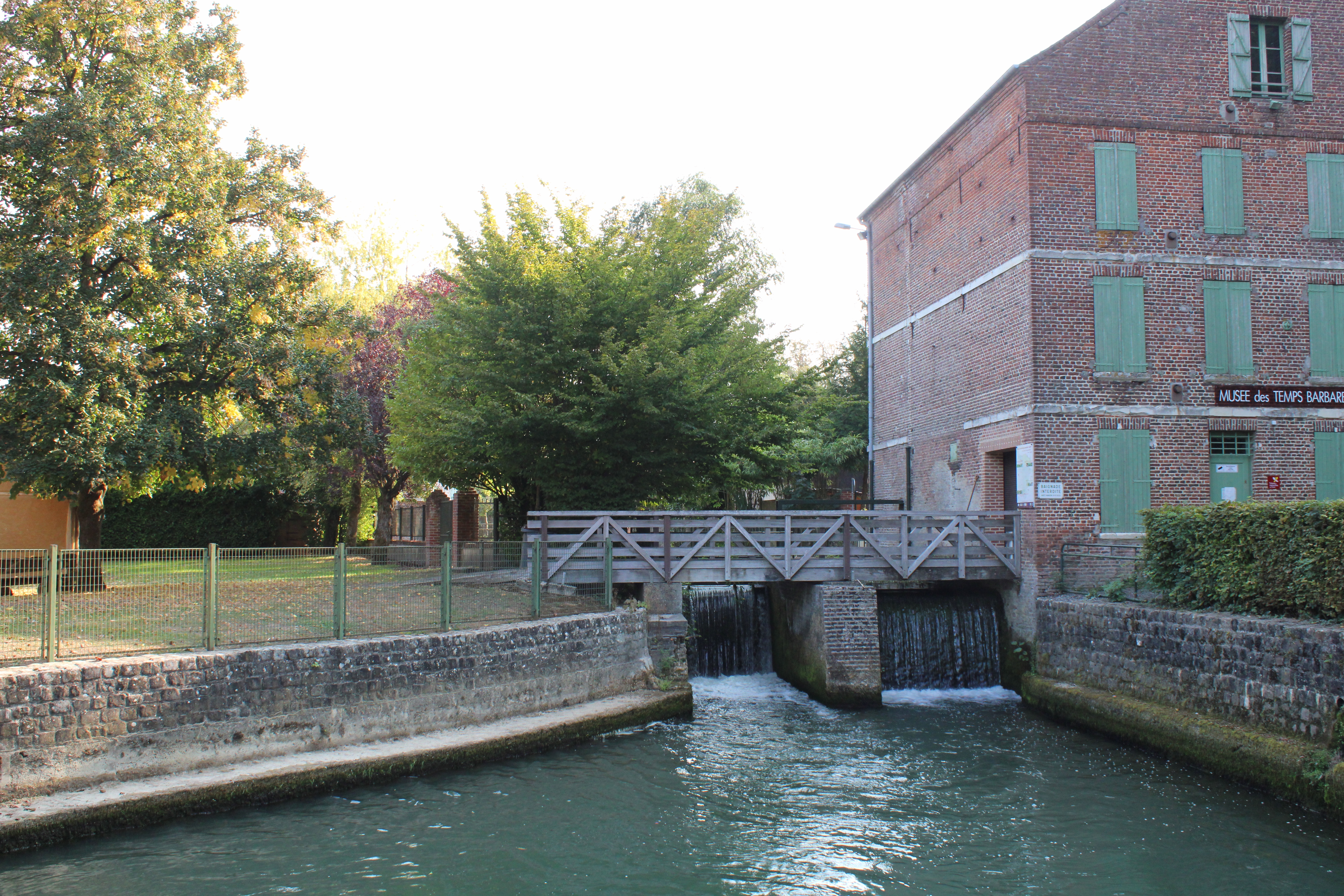
Vestiges de l'ancien moulin sur le Vilpion.
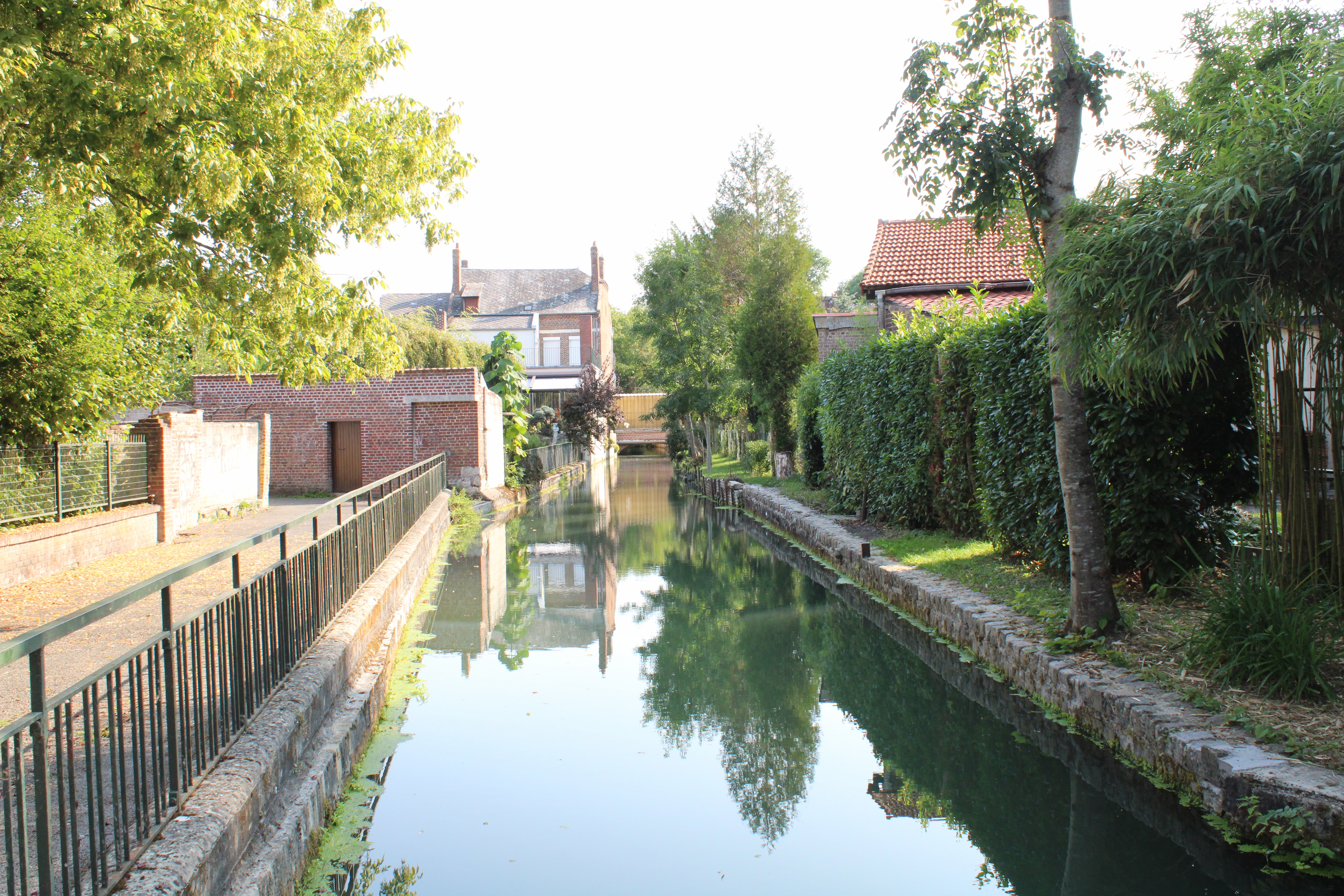
Le pont sur le Vilpion.
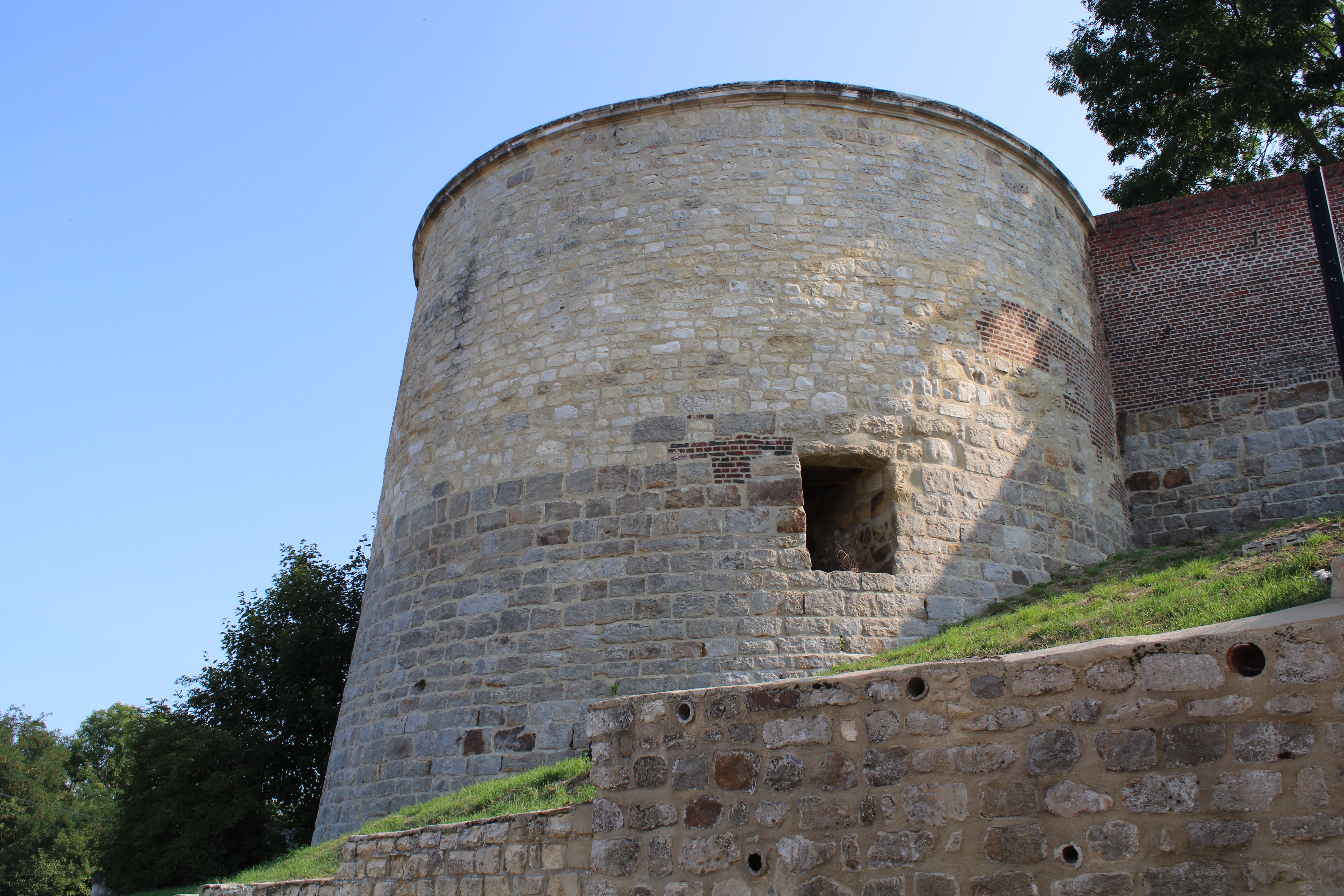
Le château : la tour Mutte.

### Personnalités liées à la commune
- Thomas de Marle (vers 1073-1130), seigneur de Marle.
- Liste des seigneurs de Coucy, également seigneurs de Marle.
- Famille de Marle ; 
  - Henri de Marle (1362-1397), duc de Bar.
  - Henri le Corgne (v.1373-1418) appelé aussi Henri de Marle, premier président au parlement de Paris, nommé chancelier de France en 1413, tué lors du massacre des Armagnacs le 29 mai 1418.
  - Jean de Marle (? - 1418), fils de Henri le Corgne, abbé général de Prémontré en 1381[réf. nécessaire].
  - Robert de Marle (vers 1390-1415), général et ministre de Charles VI qui  meurt lors de la bataille d'Azincourt où il commandait l'arrière-garde, est seigneur puis comte de Marle de 1397 à sa mort.
- Enguerrand de Bournonville (vers 1368-1414), chef de guerre au service du duc de Bourgogne Jean sans Peur pendant la guerre de Cent Ans, commémoré par un gisant dans l'église de Marle, à la suite d'une attribution erronée de sa tombe au XIXe siècle.
- Antoine de Bournonville (vers 1403-1480), chef de guerre des armées bourguignonnes pendant la Guerre de Cent Ans et après, fils du précédent, sans doute le véritable occupant de la tombe originelle.
- Jean de Luxembourg-Soissons ( ? - 1476), comte de Marle, chef militaire de l'État bourguignon au service de Charles le téméraire, chevalier de la Toison d'or.
- Louis Barbe Charles Sérurier (1775-1860), pair de France, diplomate français, consul général pour la France de 1811 à 1815, et envoyé de 1831 à 1835 aux États-Unis d'Amérique, est né à Marle.
- Jean Louis André Bourbier (1773-1807), colonel français de la Révolution et de l’Empire, y est né.
- Sébastien Cauet (1972 - ), animateur et producteur de radio et de télévision, a passé son enfance à Marle.

### Héraldique
| Blason de Marle | Blason  | D'azur à trois tours attenantes d'or ajourées et maçonnées de sable, celle du centre, plus haute, surmontée d'une fleur de lys d'argent. Ornements extérieursCroix de guerre 1914-1918 |
| Blason de Marle | Détails | Blason officiel |

## Pour approfondir